# Viktor Havlicek
Viktor Franz Josef Havlicek (ur. 16 lipca 1914 w Wiedniu, zm. 22 października 1971 w Düren) – austriacki piłkarz, a także trener. Brat innego trenera, Eduarda Havlicka.

## Kariera klubowa
W swojej karierze Havlicek reprezentował barwy zespołów First Vienna, Phönix Karlsruhe oraz Kickers Offenbach.

## Kariera reprezentacyjna
W reprezentacji Austrii Havlicek zadebiutował 6 października 1935 w przegranym 0:1 towarzyskim meczu z Polską. W latach 1935–1936 w drużynie narodowej rozegrał 3 spotkania.

## Kariera trenerska
W trakcie kariery Havlicek prowadził drużyny Phönix Karlsruhe, Alemannia Aachen, MVV Maastricht, Rapid JC Heerlen oraz Royal Antwerp FC.